# AMC Eagle
La Eagle è un'autovettura compact prodotta dalla AMC dal 1979 al 1987.

## Caratteristiche
Il modello era dotato di una carrozzeria crossover. Essa era pertanto una via di mezzo tra una corpo vettura SUV ed una carrozzeria tradizionale. Infatti la Eagle era dotata di un corpo vettura classica a cui era associata una struttura robusta e rialzata. Inoltre, era a trazione integrale. Dal lancio al 1982, la trazione integrale era permanente, mentre dopo tale data diventò selezionabile. In quest'ultimo caso, il sistema venne chiamato "select-drive".
Fino alla fine del 1980 la Eagle è stata assemblata negli stabilimenti American Motors di Kenosha, nel Wisconsin. All'inizio del 1981, la produzione venne spostata a Brampton in Canada.

## Motorizzazioni
| Motore                                       | Cilindrata | Potenza | Coppia                         | Alesaggio e corsa | Rapporto di compressione |
| Pontiac a quattro cilindri in linea da 2,5 L | 2.477 cm³  | 92 CV   | 167 N•m a 2.800 giri al minuto | 101,6 x 76,2 mm   | 8,2:1                    |
| AMC a sei cilindri in linea da 4,2 L         | 4.229 cm³  | 118 CV  | 285 N•m a 1.800 giri al minuto | 95,3 x 99,1 mm    | 8,6:1                    |

## Carrozzerie disponibili
La AMC Eagle è stata offerta nelle seguenti versioni:
- berlina quattro porte (1979-1986);
- familiare cinque porte (1979-1987);
- coupé due porte (1979-1983);
- coupé tre porte con portellone posteriore (versione SX/4: 1981-1983);
- coupé tre porte con portellone posteriore (versione Kammback; 1981-1982);

Nel 1981, la Griffith Company realizzò qualche esemplare versione cabriolet a cui fu dato il nome di "Eagle Sundancer".

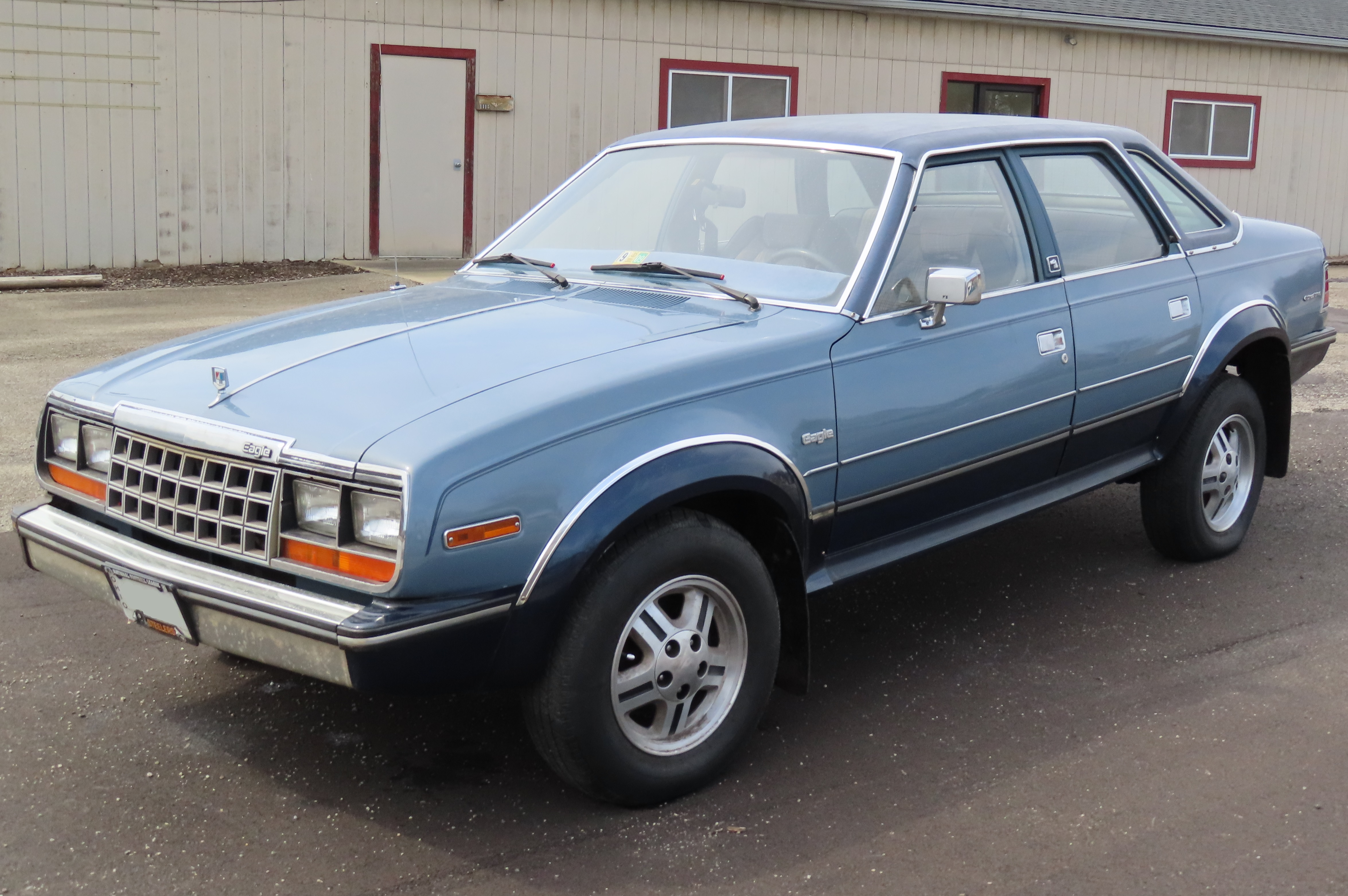
Berlina 4 porte
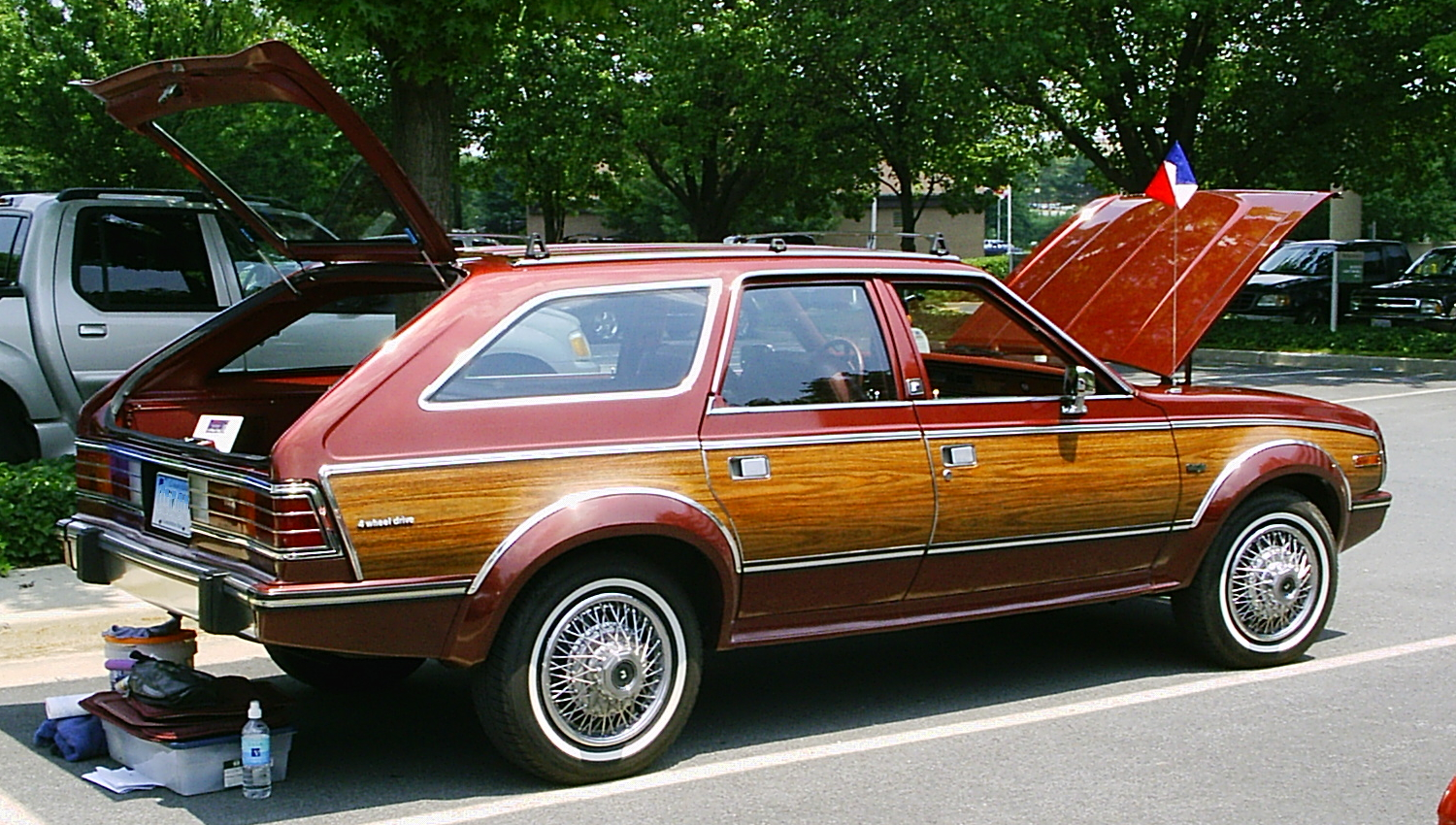
Familiare 5 porte
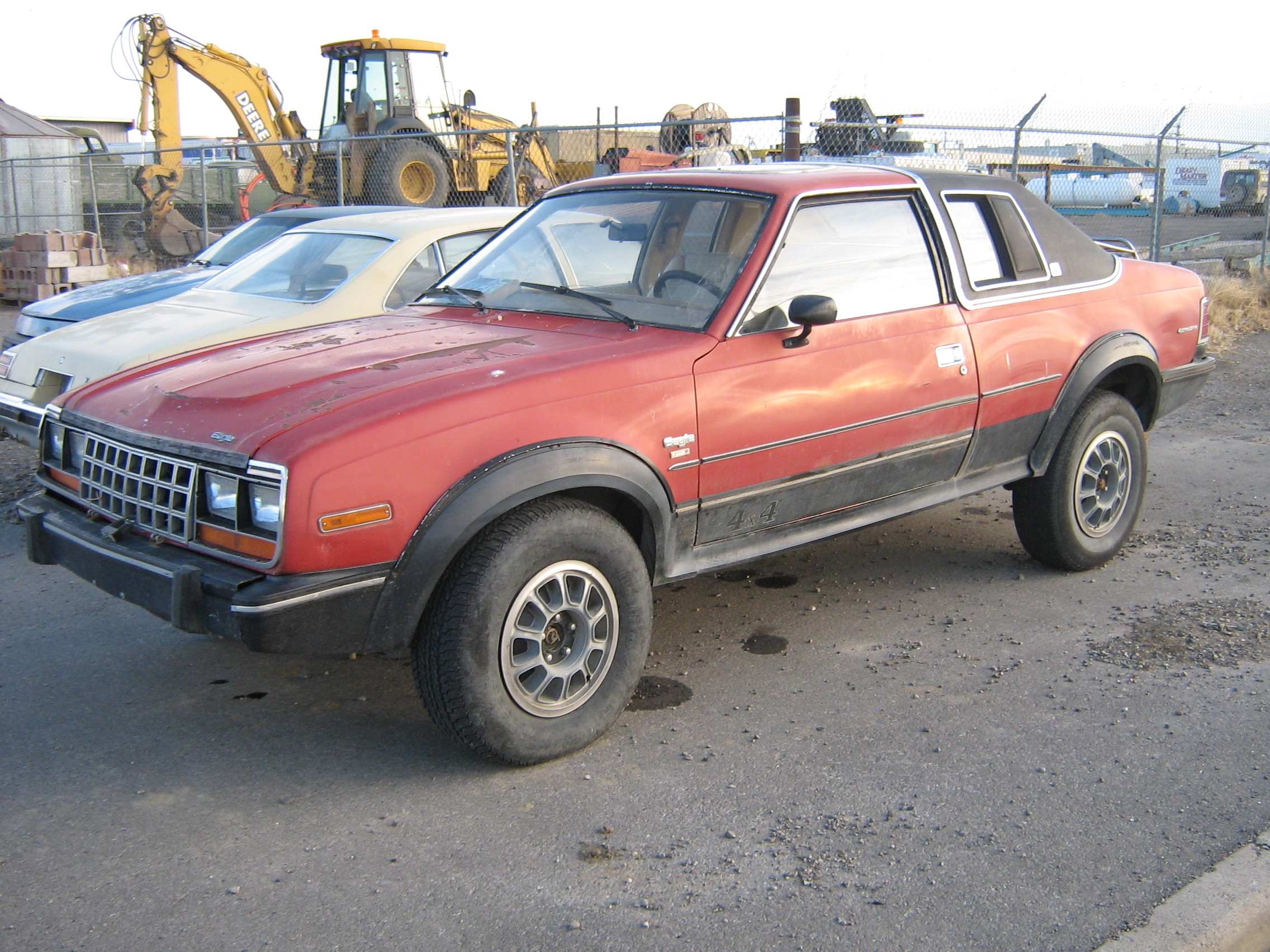
Coupé 2 porte
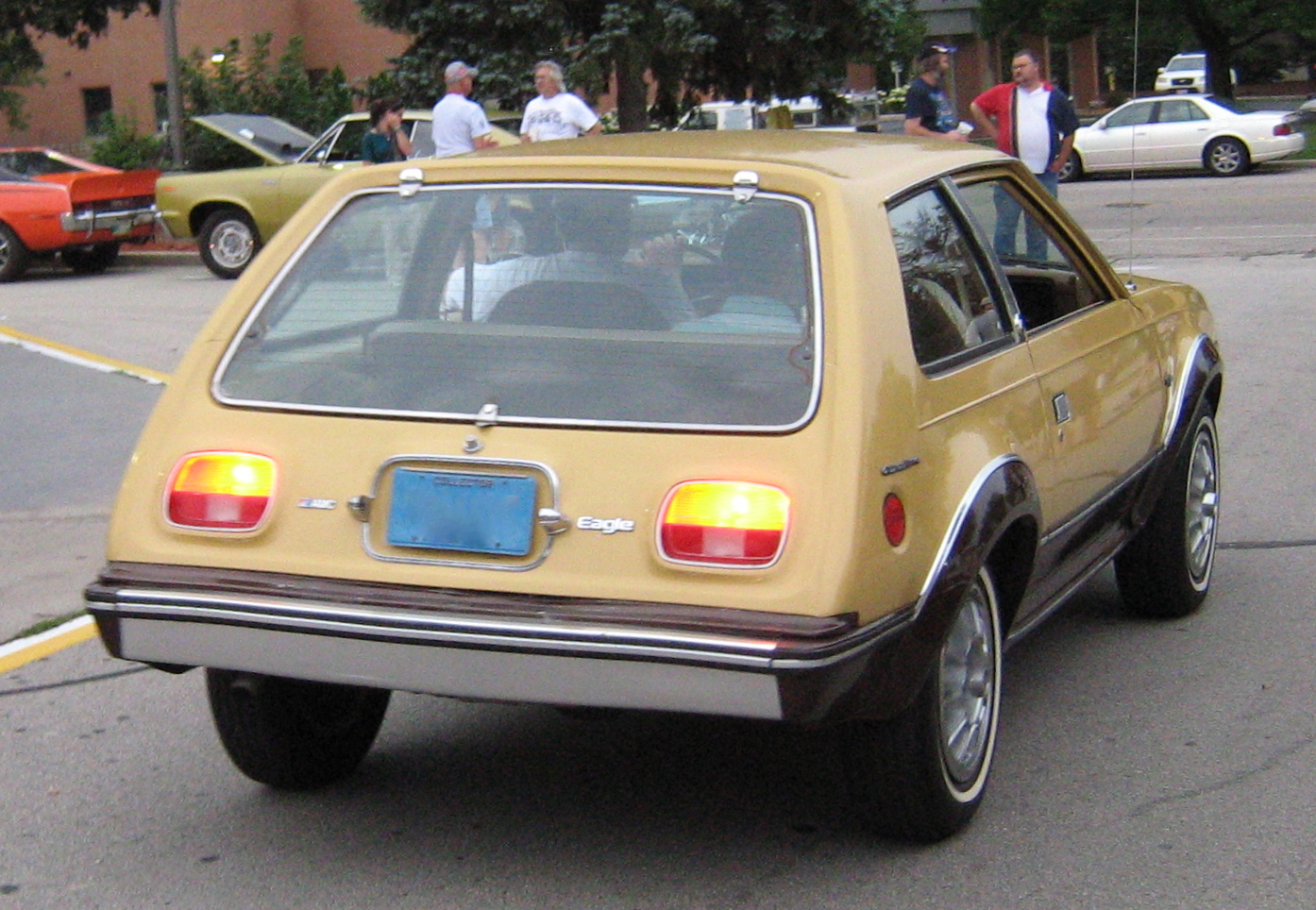
Eagle Kammback
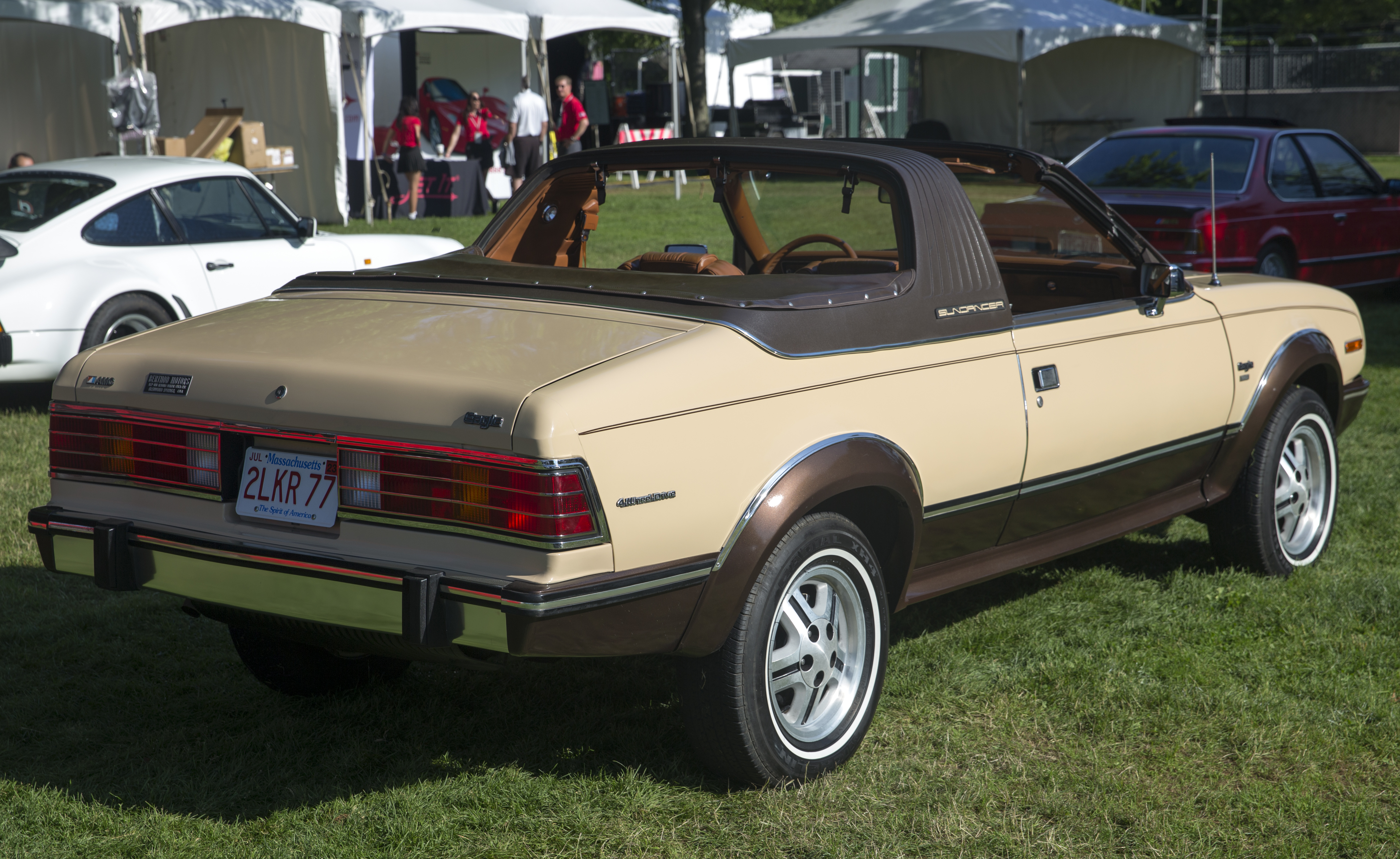
Eagle Sundancer

## Produzione
La produzione totale di Eagle fu di 191.709 esemplari. La maggior parte di essi vennero equipaggiati con il motore da 4,2 L.